# Martin Grünwald
Martin Grünwald (* 26. April 1664 in Zittau; † 2. April 1716 ebenda) war ein deutscher lutherischer Geistlicher, Theologe, Lehrer und Kirchenlieddichter.

## Leben
Martin Grünwald war Sohn eines Leinewebers. Er absolvierte das Gymnasium Zittau und wirkte dort noch über zwei Jahre als Gehilfe des Rektors Christian Weise, bevor er 1687 an der Universität Leipzig immatrikuliert wurde. Dort stand er unter dem Einfluss von August Hermann Francke. 1689 erwarb er sich in Leipzig die Magisterwürde. 1690 wurde er als Konrektor am Gymnasium Bautzen angestellt. Er war in dieser Zeit an der Verbesserung der Lernbedingungen dort beteiligt.
Grünwald gründete 1698, in Anlehnung an seinen Lehrer Francke, ein Waisenhaus in Zittau. Nachdem er zunächst sechs, dann neun Kinder in seiner privaten Wohnung aufgenommen hatte, entschied sich die Stadt, ein Waisenhaus zu bauen. Er erhielt 1699 die Stelle als Katechet für die Stadt Zittau und die damit verbundene Stelle als Pfarrer in Lückendorf. Im Auftrag des Zittauer Stadtrats verfasste er 1706 die Volksschulordnung der Stadt. Die Stelle als Mittagsprediger an St. Peter und Paul erhielt er 1710. 1715 stieg er zum Archidiakonus auf. 
Zu den von ihm verfassten Kirchenliedern gehören Großer Gott, hier kommt ein Sünder und O Elend! wer von Adam stammt, muß auch wie Adam sterben.

## Werke (Auswahl)
- Reicher und Ordentlicher Vorrath der Männlichen und Weiblichen Reime. Wilisch, Bautzen 1695.
- Richtige Beschreibung der Beyden Marggraffthümer Ober- und Nieder-Lausitz. Laurentius, Görlitz 1698.
- Der bußfertige Sünder. Zittau 1702.
- Ausführliche Beschreibung des Zittauischen Waysen-Hauses und dessen löblicher Einrichtung. Richter, Leipzig 1710.
- Erbauliche Anmerckungen über die gebräuchlichen Advents-Lieder. Richter, Leipzig 1711.
- Zittauisches Gesang-Buch. Schöps, Zittau 1712.
- Lateinisches Gesang-Buch. Schöps, Zittau 1713.
- Standhafftiger Lutheraner: Aus der unveränderten Augsburgischen Confession, und den gewöhnlichen Sonn- und Fest-Tags-Evangelien Durch das gantze Jahr... Richter, Bautzen 1716.